# Razif Abdul Latif
Mohammed Razif Abdul Latif (* 23. Juli 1985) ist ein malaysischer Badmintonspieler. Arif Abdul Latif und Zakry Abdul Latif sind seine Brüder und ebenfalls erfolgreiche Badmintonspieler.

## Karriere
Mohammed Razif Abdul Latif gewann in der Saison 2007/2008 bei den Einzelmeisterschaften von Malaysia den Titel im Mixed mit Chong Sook Chin. Bei der Singapur Super Series 2008 konnte er gemeinsam mit Tan Wee Kiong bis ins Halbfinale des Herrendoppels vordringen. Bei der Weltmeisterschaft 2009 war dagegen schon in Runde eins der Mixedkonkurrenz Endstation ebenso wie bei der Singapur Super Series 2009 und der All England Super Series 2009.

## Sportliche Erfolge
| Saison    | Veranstaltung                   | Disziplin    | Platz | Name                               |
| --------- | ------------------------------- | ------------ | ----- | ---------------------------------- |
| 2007/2008 | Malaysia: Einzelmeisterschaften | Mixed        | 1     | Mohd Razif Latif / Chong Sook Chin |
| 2008      | Singapur Super Series           | Herrendoppel | 3     | Mohd Razif Latif / Tan Wee Kiong   |